# Rostov
Rostov (în rusă Ростов), supranumit Rostov Veliki (în rusă Росто́в Вели́кий, „Rostovul Măreț”), este un oraș din Rusia.

## Istoric
Rostov este unul din cele mai vechi orașe din Rusia, menționat pentru prima dată în anul 862 în Cronica lui Nestor. În jurul anului 988 a devenit sediul unui principat semiindependent, sub conducerea lui Iaroslav I cel Înțelept. În anul 991 a fost înființată aici una din primele episcopii din Rusia Kieveană. Principele Rostovului Boris⁠(en)[traduceți], ucis în anul 1015, este primul sfânt al ortodoxiei ruse.

## Personalități născute aici
- Andrei Bogoliubski (1111 - 1174), cneaz, ulterior sanctificat;
- Serghei de Radonej (1314 - 1312), sfânt al Bisericii Ortodoxe Rusă;
- Olena Krîvîțka (n. 1987), scrimeră ucraineană.